# La niña de la comunión
La niña de la comunión es una película de terror española de 2022 dirigida por Víctor García y escrita por Guillem Clua a partir de un argumento de García y Alberto Marini. Está protagonizada por Carla Campra, Aina Quiñones, Marc Soler y Carlos Oviedo. Se estrenó en el Festival de Cine de Sitges el 14 de octubre de 2022 y fue estrenada en cines españoles el 10 de febrero de 2023.
Esta película está ambientada en los años 80. Sara (Carla Campra) , la protagonista, acaba de llegar a un pueblo no determinado y lucha por encontrar su lugar en ese sitio. Su mejor amiga, Rebeca (Aina Quiñones) es mucho más extrovertida. Una noche deciden ir a una discoteca toman drogas y durante el trayecto a casa se encuentran una muñeca vestida de comunión. A partir de ahí, comienza la pesadilla.
La película se basa en una historia que ocurrió en el pueblo de Peraleda de la Mata a finales del siglo XIX. Una niña de una finca cercana celebró su primera comunión en la iglesia del pueblo, y al regresar de noche a su casa en un carro de caballos se cruzaron con lobos que asustaron a los caballos la niña cayó del carruaje para no ser vista nunca más. Sin embargo desde entonces ha habido gente que afirma haber visto su fantasma en la orilla del camino que va de Peraleda a las ruinas de Valparaíso, cerca del puente romano. La historia fue divulgada por Cuarto Milenio y luego sirvió de inspiración para hacer esta película.

## Trama
Mayo de 1987. Las campanas de un pequeño pueblo del interior tocan con motivo de una fiesta. La iglesia está preparada para celebrar una misa de primera comunión, entre los niños está Judith, la hermana pequeña de Sara. A partir de la comunión de su hermana pequeña, Sara y una amiga salen una noche de fiesta y al hacérseles tarde, tiene que volver haciendo autostop. Durante el trayecto, uno de los pasajeros del coche las intimida con bromas de mal gusto hasta que alguien se les cruza en la carretera. Salen del coche para investigar y solo se encuentran con una vieja muñeca de porcelana en medio del oscuro bosque. Así es como empieza la historia de Sara, la muñeca y la desaparición de una niña el día de su comunión.

## Elenco
- Carla Campra como Sara
- Aina Quiñones como Rebeca 'Rebe'
- Marc Soler como Pedro
- Carlos Oviedo como Chivo
- Olimpia Roch como Judit
- María Molins como Amparo
- Xavi Lite como Antonio
- Anna Alarcón como Remedios
- Victor Solé como Santiago
- Sara Roch como Marisol
- Daniel Rived como Tano
- Ana García Molero como Laura

## Producción
El 3 de diciembre de 2021, se anunció que Ikiru Films y Atresmedia Cine estaban produciendo, con intención de estrenar en Halloween de 2022, la película de terror La niña de la comunión, con Víctor García como director y con guion de Alberto Marini, la cual estaría protagonizada por Carla Campra, Aina Quiñones, Marc Soler y Carlos Oviedo. Entre los lugares de rodaje se incluyeron el pueblo de Corbera d'Ebre, situado en la provincia de Tarragona, Cataluña. Aunque se desconoce el presupuesto completo de la película, recibió 530.591 euros en la primera línea de ayudas generales a largometrajes sobre proyecto de la ICAA y un total de un millón de euros en las ayudas generales.

## Estreno
La niña de la comunión tuvo su estreno mundial fuera de concurso en el Festival de Cine de Sitges de 2022 el 14 de octubre de 2022. Su primera fecha concreta, anunciada en enero de 2022, fue situada en el 28 de octubre de 2022; sin embargo, su estreno fue finalmente atrasado al 10 de febrero de 2023. La distribución es de Warner Bros. Pictures España.